# Thonne-la-Long
Thonne-la-Long település Franciaországban, Meuse megyében. Lakosainak száma 357 fő (2022. január 1.). Thonne-la-Long Meix-devant-Virton, Rouvroy, Avioth, Breux, Montmédy és Verneuil-Petit községekkel határos.

## Népesség
A település népessége az elmúlt években az alábbi módon változott:
| Lakosok száma | 204  | 137  | 137  | 241  | 277  | 310  | 333  | 348  | 351  | 357  |
|               | 1968 | 1982 | 1990 | 2006 | 2013 | 2015 | 2017 | 2019 | 2020 | 2022 |